# Lyric Opera of Chicago
Lyric Opera of Chicago – teatr operowy w Chicago, jedna z prestiżowych scen operowych w Stanach Zjednoczonych. Założona w 1952 roku, pod nazwą "Lyric Theatre Chicago" przez Carol Fox, Nicola Rescigno i Lawrence'a Kelly'ego, 
W 1956 roku odbył się tam amerykański debiut Marii Callas. 